# Ringsheim
Ringsheim es un municipio en el sur del distrito de Ortenau en Baden-Wurtemberg, Alemania. Está ubicado en la frontera con el distrito de Emmendingen.

## Puntos de interés
- Kahlenberg